# Antialcidas callichromus
Antialcidas callichromus är en insektsart som beskrevs av Yuan och Chou. Antialcidas callichromus ingår i släktet Antialcidas och familjen hornstritar. Inga underarter finns listade i Catalogue of Life.